# Kaple svaté Anny (Jenčice)
Kaple svaté Anny v Jenčicích je drobná sakrální stavba stojící v Košťálově, který je místní části obce Jenčice. Duchovní správou spadá pod Římskokatolickou farnost Třebenice.

## Popis

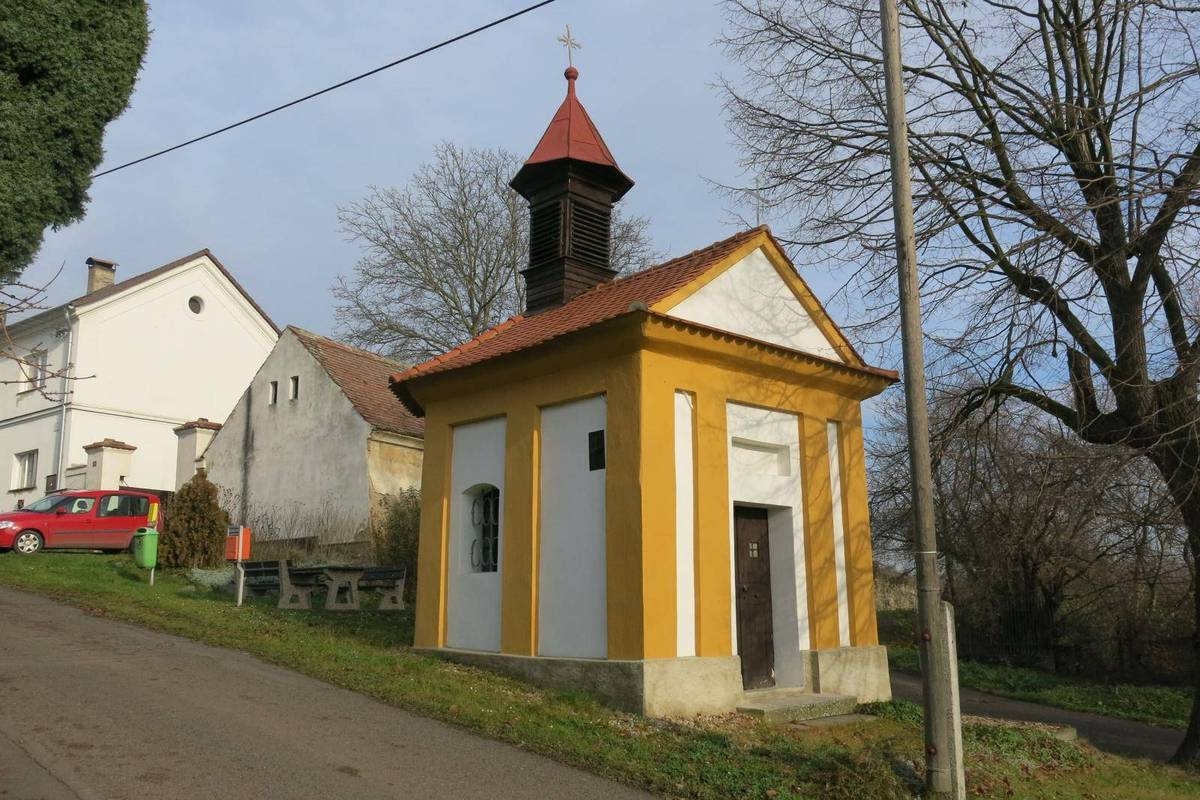
Kaple sv. Anny v Košťálově ze silnice

Kaple je pozdně barokní, obdélná s trojbokým závěrem a malými segmentově zakončenými okny. Má lizénové rámce a v průčelí se nacházejí zdvojené lizény. Kaple má hlavní obdélný vchod. Štít je trojúhelný. Uvnitř má kaple plochý strop. K vybavení kaple náleží pozdně gotická  dřevěná socha sv. Anny Samotřetí ze 16. století.

## Okolí kaple
V místní části Košťálov se při zdi nad pramenem nachází také hladká výklenková kaple.